# Serviço Nacional de Memória

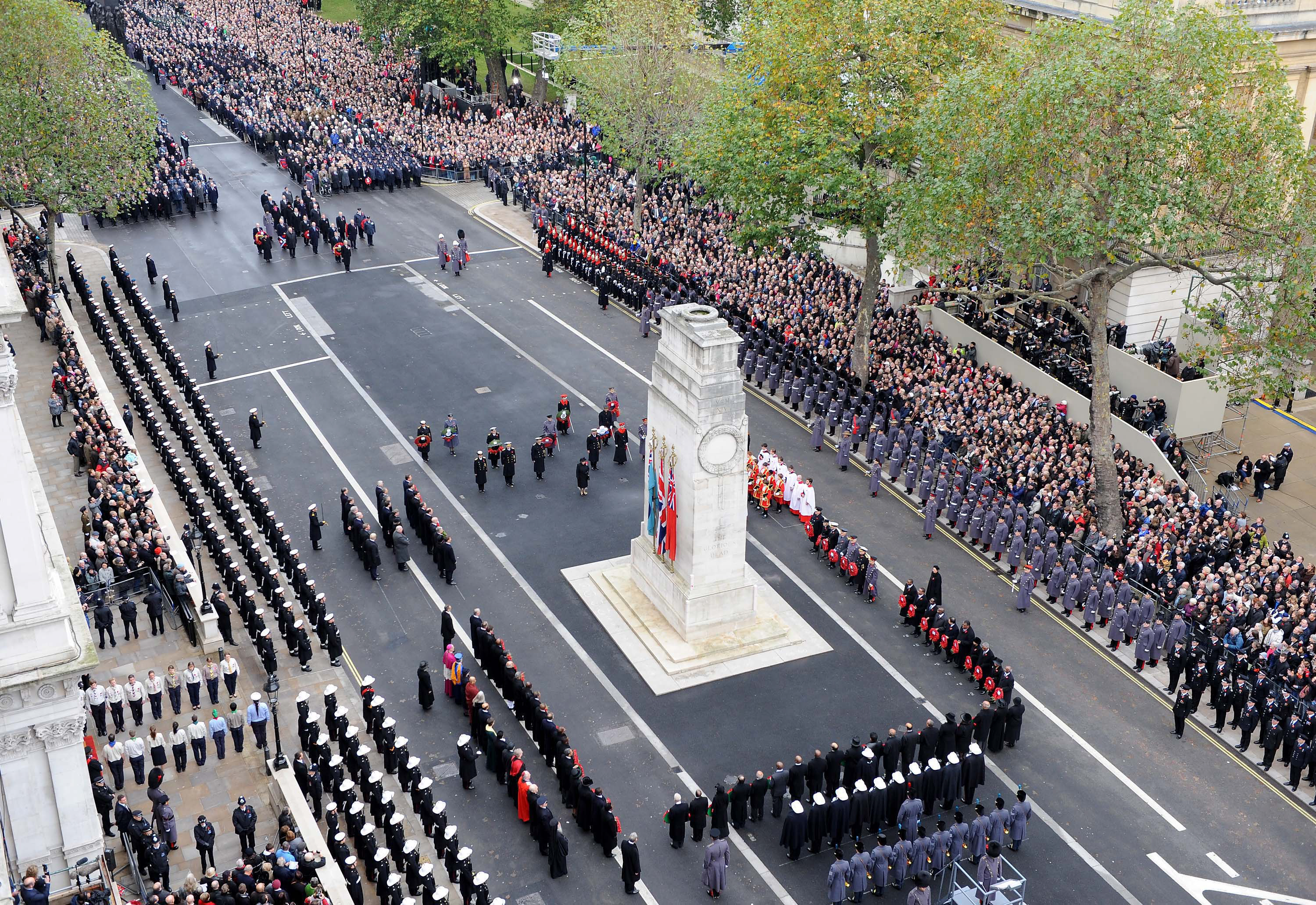
Para abrir a cerimônia, uma seleção de airs nacionais e músicas solenes representando cada uma das nações do Reino Unido

O Serviço Nacional de Memória (inglês:National Service of Remembrance) é realizado todos os anos no Domingo de recordação no Cenotáfio (Londres) em Whitehall, Londres. Ele comemora "a contribuição de militares britânicos e da Commonwealth e mulheres militares nas duas Guerras Mundiais e conflitos posteriores". O serviço tem suas origens na década de 1920 e pouco mudou de formato desde então.
Para abrir a cerimônia, uma seleção de airs nacionais e músicas solenes representando cada uma das nações do Reino Unido são tocadas por bandas e gaitas. Um breve serviço religioso é realizado com um silêncio de dois minutos começando quando o Big Ben toca às 11h. Depois disso, as coroas são colocadas pelo monarca e membros da família real, políticos seniores representando seus respectivos partidos políticos e altos comissários da Comunidade das Nações. Após um breve serviço religioso, uma marcha de centenas de veteranos passa pelo cenotáfio.
É realizado no segundo domingo de novembro, o mais próximo de 11 de novembro, Dia do Armistício, aniversário do fim das hostilidades na Primeira Guerra Mundial às 11h em 1918. A cerimônia foi transmitida nacionalmente pela BBC no rádio desde 1928 e foi transmitido pela primeira vez pela BBC Television Service em 1937.